# Hilja
Hilja är ett finskt kvinnonamn som betyder tyst och stilla. Det äldsta belägget i Sverige är från år 1890.
Den 31 december 2014 fanns det totalt 521 kvinnor folkbokförda i Sverige med namnet Hilja, varav 191 bar det som tilltalsnamn.
Namnsdag: 
- saknas i Sverige (1986-1992: 13 augusti)
- i Finland 8 oktober

## Personer med namnet Hilja
- Hilja Byström, svensk författare
- Hilja Gestrin, finsk arkitekt
- Hilja Tavaststjerna, finsk författare